# Procesul celor șaisprezece
Procesul celor șaisprezece (în poloneză Proces szesnastu) a fost o înscenare judiciară a 16 lideri ai Statului Secret Polonez, în cadrul unui proces ținut la Moscova în 1945.

## Istoric
În februarie 1945, Delegatul guvernului din exil, alături de cei mai importanți membri ai Consiliului Unității Naționale și de comandantul suprem al Armia Krajowa (Armatei Teritoriale), au fost invitați din partea lui Stalin de generalul sovietic Ivan Serov la negocieri asupra eventualei lor participării la un guvern provizoriu, care să se bucure și de sprijinul Uniunii Sovietice. Cei 16 au primit garanții de securitate, dar, cu toate acestea, au fost arestați de NKVD pe 27 martie la Pruszków. După arestare, au fost transportați la Moscova unde au fost interogați.
După mai multe luni de interogatorii brutale și torturi, cei șaisprezece au fost deferiți justiției sovietice, urmând să fie judecați pentru niște acuzații fabricate, și anume:
- colaborare cu Germania Nazistă,
- executarea de misiuni de spionaj și sabotaj în spatele liniilor Armatei Roșii,
- terorism
- plănuirea unei alianțe militare cu Germania Nazistă,
- deținerea unui transmițător radio,
- descrierea eliberării Poloniei de către Armata Roșie ca „o nouă ocupație”,
- fărâmițarea Armatei Teritoriale pentru a asigura continuarea luptei împotriva Uniunii Sovietice.

Procesul a durat între 18 – 21 iunie 1945, iar la ședințele de judecată au participat reprezentanții presei străine și observatori din Regatul Unit și Statele Unite. Data procesului a fost aleasă cu grijă, în același timp fiind organizată o conferință pentru crearea unui guvern-marionetă susținut de sovietici.
Imediat după răpirea liderilor din țară loiali guvernului polonez în exil, oficialii acestuia au protestat în scris la Washington și Londra, cerând eliberarea celor 16. La început, sovieticii au declarat că întregul caz este o dezinformare a „guvernului fascist polonez”. Când au recunoscut până la urmă că cei 16 se află în detenție la Moscova (pe 5 mai), Stalin i-a spus trimisului special al președintelui american Harry S. Truman, Harry Lloyd Hopkins, că nu este „nicio legătură între cazul procesului celor 16 și sprijinul pentru un guvern polonez susținut de sovietici, pentru că sentințele nu vor fi grele”. Atât guvernul britanic, cât și cel american au fost de acord cu punctul de vedere sovietic.
Toți acuzații au fost forțați să-și recunoască vinovățiile fabricate, iar pe 21 iunie s-a dat verdictul.
În conformitate cu prevederile dreptului internațional, procesul nici nu ar fi trebuit să aibă loc. Uniunea Sovietică răpise și condamnase un grup de cetățeni ai unei alte țări, ale căror presupuse crime fuseseră făptuite într-o altă țară. Acuzaților nu li s-au respectat drepturile omului cele mai elementare și fuseseră torturați. Martorii generalului Leopold Okulicki nu li s-a permis să depună mărturie, ceea ce încălca până și legea sovietică.

## Persoanele implicate în proces
- Generalul locotenent Vasili Ulrih – președintele completului de judecată, cunoscut pentru implicarea în cele mai importante procese ale Marii Epurări.

1. Comandanatul suprem al Armia Krajowa, Leopold Okulicki (Niedźwiadek) - 10 ani de închisoare, asasinat pe 24 decembrie 1946.
2. Vice-prim-ministrul Poloniei și Delegatul Guvernului, Stanislaw Jankowski - 8 ani de închisoare, mort în detenție în condiții suspecte pe 13 martie 1953, cu două săptămâni înainte de eliberare.
3. Ministrul afacerilor interne Adam Bien - 5 ani de închisoare.
4. Adjunctul ministrului de interne Stanisław Jasiukowicz - 5 ani de închisoare.
5. Șeful Consiliului Unității naționale și președintele Partidului Socialist, Kazimierz Pużak - 1,5 ani de închisoare. Eliberat în noiembrie 1945, s-a reîntors în Polonia și a refuzat să emigreze. A fost arestat din nou de Urząd Bezpieczeństwa în 1947 și a fost condamnat la 10 ani de închisoare. A murit pe 30 aprilie 1950.
6. Adjunctul șefului Consiliului Unității Naționale și președinte al partidului Stronnictwo Narodowe, Aleksander Zwierzyński – 8 luni de închisoare

Membrii Consiliului Unității Naționale:
1. Kazimierz Bagiński - 1 an de închisoare, eliberat, a fost obligat să emigreze în SUA.
2. Președintele Zjednoczenie Demokratyczne Eugeniusz Czarnowski – 6 luni de închisoare.
3. Președintele Stronnictwo Pracy - Józef Chaciński – 4 luni de închisoare.
4. Stanisław Mierzwa - 4 luni de închisoare
5. Zbigniew Stypułkowski - 4 luni de închisoare, eliberat, a fost silit să emigreze în Anglia.
6. Feliks Urbański – 4 luni de închisoare.
7. Stanisław Michałowski – achitat de toate acuzațiile.
8. Kazimierz Kobylański – achitat de toate acuzațiile.
9. J. Stemler-Dąbski, traducătorul grupului de lideri polonezi – achitat de toate acuzațiile.

Adjunctul Delegatului guvernului, Antoni Pajdak, a fost judecat într-un proces secret și condamnat la 5 ani de închisoare în noiembrie 1945. A fost eliberat în deabia în 1955.

## Urmări
Ca urmarea a condamnărilor din proces, Statul Secret Polonez a fost lipsit de cei mai importanți conducători. Structurile sale organizatorice au fost rapid refăcute, dar nu și-au mai revenit niciodată după lovitura dată de sovietici. Pe 6 iunie 1945, englezii și americanii și-au retras sprijinul politic pentru guvernul polonez în exil. În Polonia, comuniștii locali, cu sprijunul sovietic, au trecut la vânarea altor lideri ai Statului Secret Polonez și ai Armatei Teritoriale, proces care a durat până în deceniul al șaptelea.